# Zingiber collinsii
Zingiber collinsii là một loài thực vật có hoa trong họ Gừng. Loài này được John Donald Mood và Ida Theilade mô tả khoa học đầu tiên năm 1999 nhưng không có mô tả tiếng Latinh kèm theo. Năm 2000, các tác giả bổ sung mô tả tiếng Latinh và hiệu chỉnh một số sai sót trong bài báo đầu tiên.

## Mẫu định danh
Mẫu định danh: Collins M. VN80; thu thập năm 1980 tại rừng thứ sinh ven thác Đray Sáp, tỉnh Đắk Lắk (nay thuộc tỉnh Đắk Nông), Việt Nam. Mẫu holotype được lưu giữ tại Đại học Aarhus, Đan Mạch (AAU):
Một mẫu khác là Trần H.Đ., Truong A.T. & Nguyen T.T. 159; thu thập ngày 27 tháng 7 năm 2009 ở cao độ 380 m, tọa độ 12°32′15″B 107°53′30″Đ / 12,5375°B 107,89167°Đ, tại thác Đray Sáp, tỉnh Đắk Nông, Việt Nam. Mẫu này được lưu giữ tại Vườn Thực vật Hoàng gia tại Edinburgh (E):

## Từ nguyên
Tính từ định danh collinsii là để vinh danh Mark Collins, người đã thu thập mẫu điển hình tại Việt Nam năm 1980.

## Phân bố
Loài này có tại Việt Nam (tỉnh Đắk Nông, Vườn quốc gia Cát Tiên, Rừng phòng hộ Tân Phú), Lào (tỉnh Attapeu) và có thể có ở Campuchia (?). Mọc ở những nơi râm mát trong hay ven rìa rừng thường xanh đến nửa thường xanh, ở cao độ 50–450 m. Thường được tìm thấy dưới dạng cây đơn lẻ, hiếm khi tạo thành các cụm lớn.

## Mô tả
Cây thảo thân rễ sống lâu năm, cao 0,7–1 m. Thân rễ phân nhánh, mập, mọng thịt, đường kính ~2 cm, vỏ màu nâu sáng, ruột màu hoàng thổ, mùi thơm nồng. Các chồi lá thẳng đứng, với 11–17 phiến lá phát triển tốt khi nở hoa, đường kính 1,2 cm ở gốc, 1 cm ở phần giữa, có lông tơ; bẹ không phiến lá 3–4, có sọc, màu đỏ sẫm, nhẵn nhụi, mép dạng màng; lưỡi bẹ hình trứng, dài 0,8–2 cm, màu ánh đỏ, có lông tơ, đỉnh tù, 2 thùy, mép nguyên, trong mờ; cuống lá dài 3–4 mm, chỉ gồm gối, màu xanh lục sáng, rậm lông tơ; phiến lá hình trứng-hình elip đến hình elip-thuôn dài, dài (4–)10–23 cm, rộng 5–10 cm, nhọn thon ở đỉnh, thon nhỏ dần ở đáy, mặt gần trục màu xanh lục tươi, có hoặc không có vệt màu ánh bạc dọc theo gân giữa, nhẵn nhụi, uốn nếp rõ nét, mặt xa trục màu đỏ burgundy, có hoặc không có lông tơ. Cụm hoa mọc từ thân rễ gần với gốc của thân giả; cuống cụm hoa dài đến 5 cm, phủ phục; cành hoa bông thóc hình thoi, dài 11,5–13 cm, rộng ~2,5 cm, gồm 10–24 lá bắc; lá bắc sinh sản, mỗi lá bắc đỡ 1 hoa, hình trứng, dài 3–4 cm, rộng 3–3,5 cm khi dẹt, màu cam đến đỏ, nhẵn nhụi, đỉnh tù; lá bắc con hình elip, dài 3 cm, rộng ~1,5 cm; hoa dài 5–6,5 cm; đài hoa hình ống, có răng cưa không đều ở đỉnh, màu trắng mờ, dài ~1,5 cm, đường kính 1 cm ở đáy, hơi rộng hơn về phía đỉnh; ống tràng hoa dài ~3,5 cm, hình phễu hẹp, phần trên hơi cong, đường kính ~2 mm ở đáy, ~4 mm ở đỉnh; thùy tràng lưng thuôn dài, với các gân dọc nổi rõ, dài 2,3–2,5 cm, rộng 1–1,2 cm, màu trắng mờ, hơi ánh đỏ, đỉnh tù; các thùy tràng bên hình mác hẹp, với các gân dọc nổi rõ, dài 1,8–2 cm, rộng 5–6 mm, màu trắng mờ, hơi ánh đỏ; cánh môi hình tam giác, dài ~2 cm, rộng ~1 cm, màu vàng kem, khảm màu tía sẫm, nhẵn nhụi cả hai mặt, lượn sóng ở mép; nhị lép bên khá phát triển, hợp sinh với cánh môi ở đáy, hình elip, dài 0,6–0,8 cm, rộng 1,5–1,7 cm ở đáy, màu vàng kem, hai mặt nhẵn nhụi, với đỉnh thuôn tròn. Nhị dài ~5 cm; bao phấn dài ~2,5 cm (với mào), đỉnh nguyên; mô liên kết bao phấn màu vàng kem, nhẵn nhụi; mào bao phấn hình mỏ, dài ~1,5 cm khi kéo giãn, màu tía sẫm với ánh vàng sáng ở đáy. Bầu nhụy hình trụ, dài ~3,5 mm, rộng ~3 mm, có lông tơ; tuyến trên bầu 2, hình nón hẹp, dài 2,5–3 mm, màu vàng sáng, đỉnh nhọn; vòi nhụy màu trắng, nhẵn nhụi; đầu nhụy dày hơn vòi nhụy, màu trắng mờ, lỗ nhỏ hướng về phía trước, mép có lông rung. Không thấy quả. Ra hoa từ sau buổi trưa đến buổi chiều, trong tháng 8-9.